# San Jacinto (Uruguay)
San Jacinto es una localidad uruguaya del departamento de Canelones. Es sede además, del municipio homónimo. Según la mayoría de las personas, San Jacinto es la ciudad más destacada del llamado Santoral. Anualmente realizan la Fiesta de la Chacra, organizada por la comuna canaria que propone rememorar las raíces poniendo en valor a la cultura chacarera del departamento.

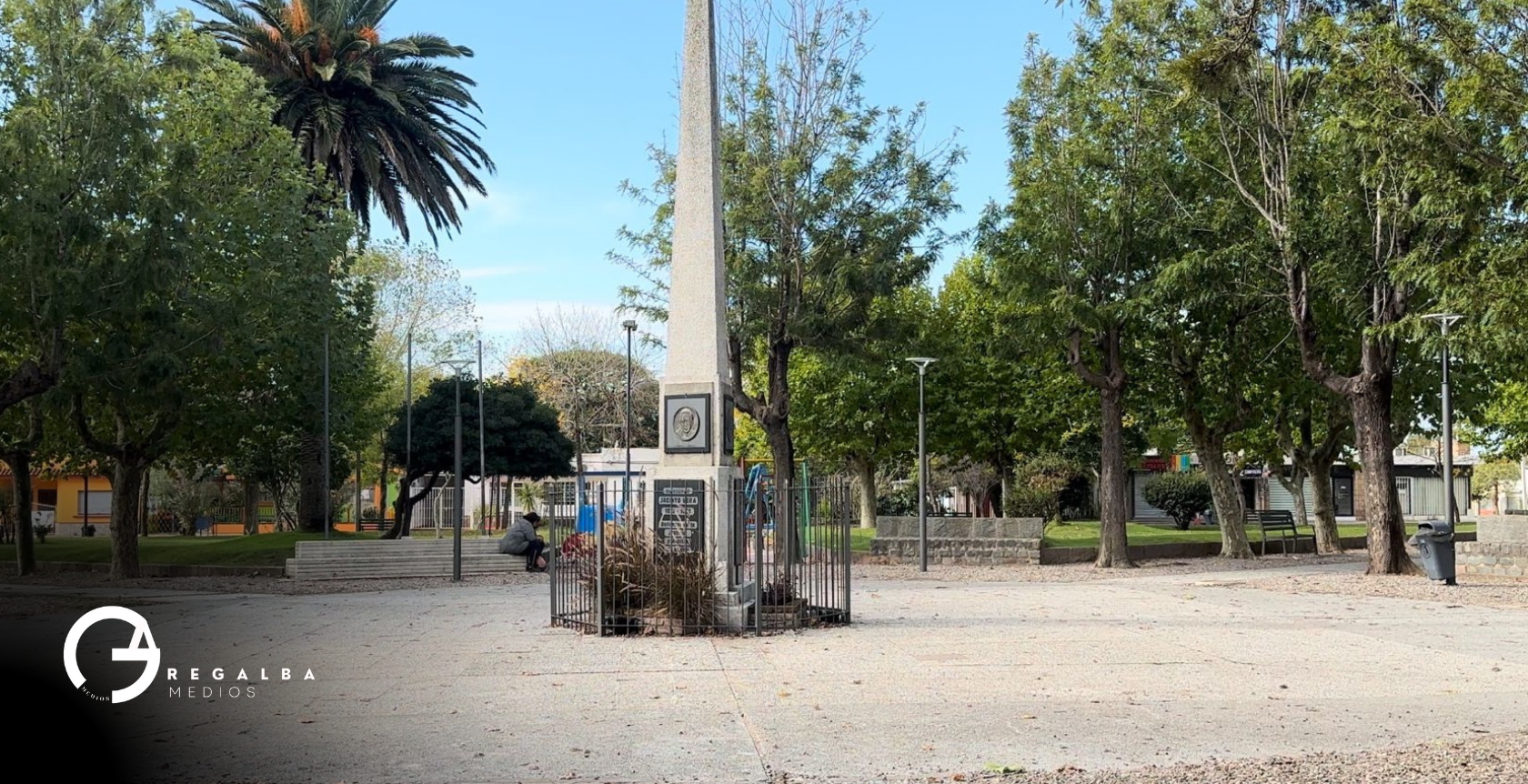
PLAZA DE SAN JACINTO

## Ubicación
Es la ciudad que está más al este de las localidades que integran el denominado "Santoral" canario, y es la capital del mismo. Está ubicada en el cruce de las rutas 7 y 11, entre los arroyos Pedrera y Descarnado, tributarios ambos del arroyo Pando. La ruta 11 la conecta hacia el este con Atlántida y hacia el oeste con Santa Rosa y con la capital del departamento, Canelones. La ruta 7 la conecta hacia el sur con Montevideo y hacia el norte con la ciudad de Tala.
Otros caminos no bituminizados la comunican directamente con ciudades como Migues, San Bautista, Sauce y con la cercana localidad de Tapia.
Su clima es templado con inviernos fríos y días de verano calurosos que refrescan a últimas horas de la tarde gracias a la cercanía de la costa. El relieve es ondulado ya que a la zona llega la formación Cuchilla de Pereyra. Otros arroyos importantes de la zona son el Piedra Sola, que desemboca en el Solís Chico, y el Cochengo que desemboca en el arroyo Pando.

## Población
Según el censo de 2023, la ciudad contaba con una población de 5 586.
| 1 905         | 2 244 | 2 795 | 3 596 | 3 909 | 4 864 | 5 586 |
| (Fuente: INE) |       |       |       |       |       |       |

## Autoridades
El alcalde de San Jacinto es Dario Britos.

## Historia
Para el año 1876 la descendiente de inmigrantes canarios María Vera y Durán, ya viuda para ese entonces de Don Marcial García dona los terrenos para la escuela, capilla, casa parroquial, plaza pública y cementerio, con la condición de que el futuro pueblo fuera llamado San Jacinto en honor a su hermano Monseñor Jacinto Vera quien había sido consagrado obispo en el año 1865.
Bajo la presidencia de Juan Lindolfo Cuestas el 20 de junio de 1901 San Jacinto fue declarado pueblo, el 27 de junio de 1951 su estatus se elevó de pueblo a villa mediante el decreto ley n.º 11.689 y para el 30 de noviembre de 1976 fecha de su centenario fue declarada ciudad.
Los primeros pobladores fueron en gran medida inmigrantes italianos y canarios que se dedicaron a la producción de la granja, de la chacra y al cultivo de la vid. Estos inmigrantes a su vez más adelante promovieron la venida a la zona de familiares y amigos que habían quedado en la Europa que comenzaba a presentir el comienzo de la Primera Guerra Mundial.

## Economía

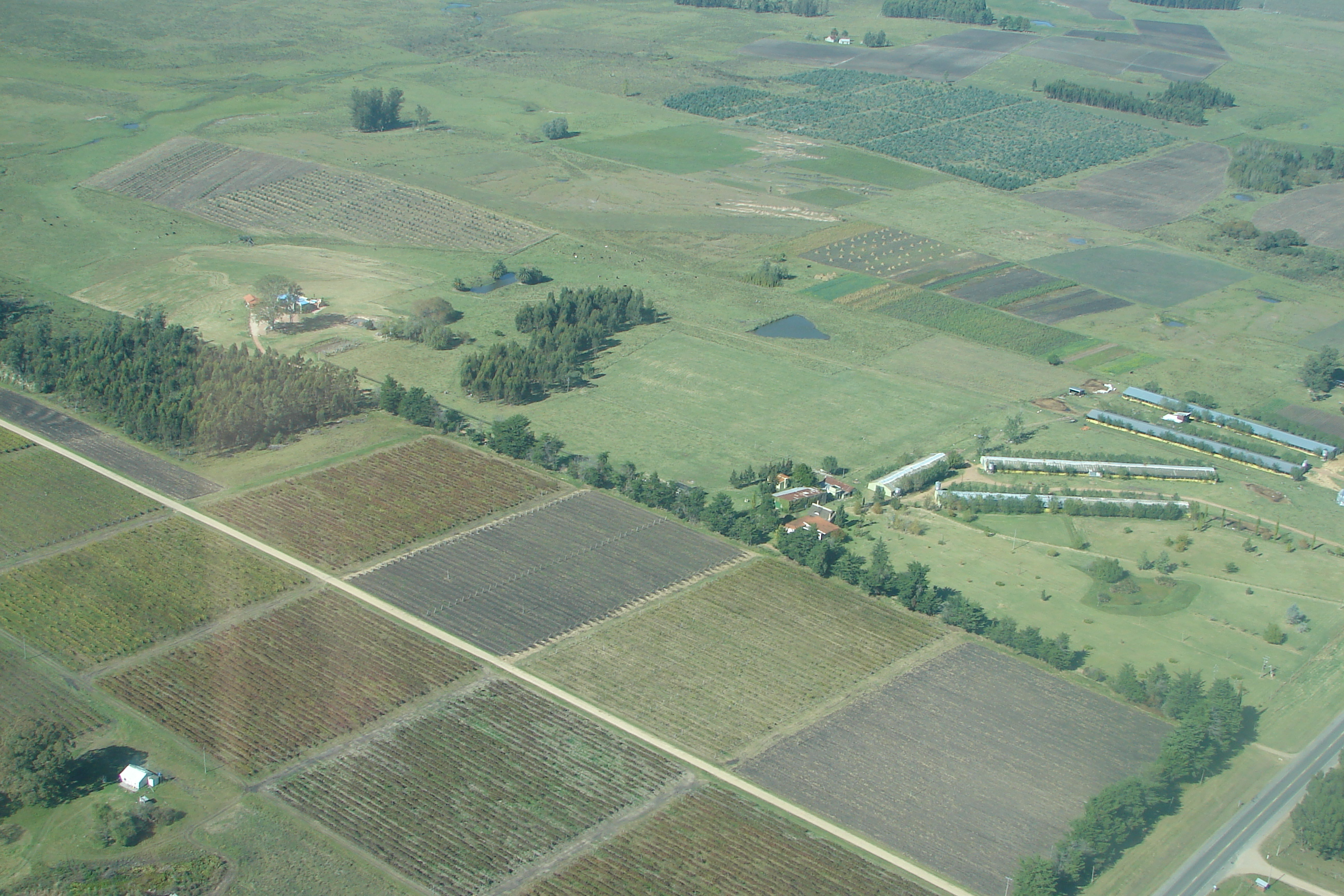
Viñedo y galpones para cría de pollo en San Jacinto.

Los suelos de la zona presentan graves problemas de erosión y una marcada deficiencia de fósforo y nitrógeno, producto del sobre-pastoreo y del monocultivo de por ejemplo la paja de escoba (sorgo de guinea) y la remolacha azucarera el cual se realizó desde la década del 60 hasta principio de la del 80.
La principal explotación de los predios rurales es la pequeña y mediana ganadería. Asimismo también es importante la producción de hortalizas, principalmente cebolla, boniato, zanahoria y tomate para industria.
En los últimos años ha aumentado el número de establecimientos dedicados al engorde de pollos a façon y ha disminuido en forma notoria la presencia de tambos lecheros y de viñedos, logrando sobrevivir solamente aquellos que se reconvirtieron. También hay en la zona algunas cabañas de caballos pura sangre tanto de la raza criolla como de la Cuarto de Milla.
Desde finales de la década del 70 comenzó como en todo el país un proceso de éxodo rural, el cual se agravó a partir de la entrada en vigencia del Mercosur, ya que el mercado hortofrutícola del país se vio inundado de productos importados de los países limítrofes.

## Industria y comercio
En San Jacinto se encuentran dos frigoríficos con gran notoriedad en calidad y exportación.
A 6 km por la ruta 7 al norte se encuentra el Frigorífico NIREA «San Jacinto», que es uno de los principales frigoríficos de vacunos del Uruguay y constituye una importante fuente de trabajo regional; genera la mayor parte de la actividad comercial en la ciudad. De igual forma, a 12 km al sur por la misma vía se encuentra el frigorífico de caballos CLAY que aunque en menor escala es una importante fuente de trabajo. 
A pesar de que muchas cerraron, quedan algunas bodegas importantes que producen vinos de buena calidad.
Desde fines de la década del noventa, la avenida de San Jacinto ha visto un notorio aumento del tránsito de pesados camiones que transportan paquetes de rolos de eucaliptus en tránsito hacia el puerto capitalino.

## Educación
La educación pública en la ciudad cuenta con un centro CAIF, el jardín de infantes nº 256, la escuela nº 105, el Liceo de San Jacinto y una dependencia de la Universidad del Trabajo, donde se imparten diferentes cursos técnicos. En el ámbito privado, se encuentra el Colegio San José y guarderías particulares. En la zona rural de la ciudad también existen numerosas escuelas Rurales.

## Deportes
San Jacinto es reconocido deportivamente gracias a sus divisiones de baby fútbol y al poderoso equipo mayor llamado "Club Social Vida Nueva y Deportivo San Jacinto", conocido como "El Rojo", campeón uruguayo de fútbol del interior en el año 2007, torneo organizado por OFI.
Todos los años. Además poseen un equipo de fútbol femenino apodado "Las Diablitas Rojas". Sus principales sedes son en el Baby y el Estadio Mario Vecino.